# 2B9 Vasiljok
2B9 Vasiljok (rusky 2Б9 «Василёк» podle indexu GRAU; česky chrpa) je sovětský střední minomet typicky na dvoukolovém podvozku s hladkou hlavní ráže 82 mm. Předchůdcem byl polní minomet s pracovním označením F-82, ale ten nebyl i přes dobré výsledky přijat do služby. 
Vasiljok může střílet jednotlivě jako klasický minomet horní skupinou úhlů (např. nepřímá palba) nebo v automatickém módu (samočinně dávkou) přímou palbou na způsob lehkého protitankového děla.
Vývoj 2B9 započal ve druhé polovině 60. let 20. století (v roce 1967 pod vedením konstruktéra Viktora Konstantinoviče Filippova), do výzbroje sovětské armády se dostal v roce 1970, leč pouze v malém počtu kusů. Nevýhodou totiž bylo zastaralé chlazení hlavně vodou.

Existuje i modernizovaná verze 2B9M, kde je hlaveň již chlazena vzduchem. Tato verze se dočkala početnějších dodávek.
Zbraň váží 632 kg a k její obsluze jsou potřeba čtyři vojáci.
Minimální dostřel je 800 metrů, maximální pak 4,27 km. Hmotnost náboje je 3,2 kg. Stejné projektily může použít i jiný sovětský minomet 2B14 Podnos.